# Біла печера (Росія, Алтай)
Біла печера (рос. Белая) — печера на Алтаї, Республіка Алтай, Росія.  Загальна протяжність — 90 м. Глибина печери — 35 м, амплітуда висот — 35 м; загальна площа — N/A м²; об'єм — N/A м³.  Печера відноситься до Центрально-Алтайської області Алтайської провінції Алтай-Саянської спелеологічної країни. Кадастровий номер 5027/8531-1.